# Kaveri
De rivier Kaveri (Kannada: ಕಾವೇರಿ, Tamil: காவிரி) (voorheen de Cauvery) is een van de grootste rivieren van India en is voor hindoes heilig. De rivier heeft haar oorsprong in de West-Ghats, in de staat Karnataka en stroomt, via het zuiden van het Hoogland van Dekan, in de staten Karnataka en Tamil Nadu, uit in de Golf van Bengalen. De rivier is 765 kilometer lang.
De oppervlakte van het bekken van de rivier wordt geschat op ruim 70.000 km² en de rivier heeft vele zijrivieren, waaronder de Hemavati, Arkavathy, Lakshmana Tirtha, Kabini, Bhavani, Noyyal en de Amaravati.
Ten oosten van de stad Mysore vormt de rivier het eiland van Sivasamudra, met aan beide kanten de honderd meter hoge Sivasamudramwatervallen.
De Kaveri stroomt via meerdere mondingen uit in de Golf van Bengalen. De zeer uitgebreide delta is vruchtbaar en rijk aan silt.
De rivier wordt gebruikt voor een uitgebreid irrigatiesysteem en voor waterkrachtcentrales. In het westelijke deel van de rivier ligt een van de oudste waterkrachtcentrales van India. De rivier maakt geïrrigeerde landbouw al eeuwenlang mogelijk, en fungeerde en fungeert als de levensader voor oude koninkrijken en moderne steden in Zuid-India.

## Waterconflict tussen Karnataka en Tamil Nadu
Door het klimaat wat er heerst in het stroomgebied van de Kaveri, met eens per jaar zware moessonregens en de rest van het jaar droog weer, is er sinds de late negentiende eeuw een waterconflict tussen de staten Tamil Nadu en Karnataka. Beide deelstaten zijn afhankelijk van het water van de Kaveri, wat in de droge periodes schaars is. Sinds de jaren 20 van de 20e eeuw zijn er veel verschillende uitspraken geweest van het hooggerechtshof in India over de verdeling van het water. Vaak is het geval dat deze uitspraken worden genegeerd of dat er onvrede ontstaat over de uitspraken. Hierdoor worden de uitspraken vaak  herzien en veranderd.
Vooral in de recente geschiedenis is er veel veranderd in het conflict tussen de staten. India kent een grote bevolkingstoename en de stad Bangalore ontwikkelt zich snel. De druk op de rivier is hierdoor aanzienlijk toegenomen, wat resulteert in nog meer droogteproblemen.
- Gemeinsame Normdatei: 4377504-4
- Virtual International Authority File: 241192873